# Cambieure
Cambieure (okzitanisch: Campbiure) ist eine südfranzösische Gemeinde mit 322 Einwohnern (Stand 1. Januar 2022) im Zentrum des Départements Aude in der Region Okzitanien (vor 2016 Languedoc-Roussillon). Die Gemeinde gehört zum Arrondissement Limoux (bis 2017 Limoux) und zum Kanton La Piège au Razès. Die Einwohner werden Cambieurois genannt.

## Lage
Cambieure liegt in der südöstlichen Randzone des Lauragais in der ehemaligen Grafschaft Razès etwa 22 Kilometer südwestlich von Carcassonne. Umgeben wird Cambieure von den Nachbargemeinden Cailhau im Norden, Brugairolles im Osten, Routier im Süden sowie Belvèze-du-Razès im Westen.

## Bevölkerungsentwicklung
| Jahr                       | 1962 | 1968 | 1975 | 1982 | 1990 | 1999 | 2006 | 2019 |
| Einwohner                  | 159  | 160  | 129  | 147  | 236  | 214  | 232  | 303  |
| Quellen: Cassini und INSEE |      |      |      |      |      |      |      |      |

## Sehenswürdigkeiten
- Geburtskirche (Église de la Nativité)